# رباط (ساختمان)

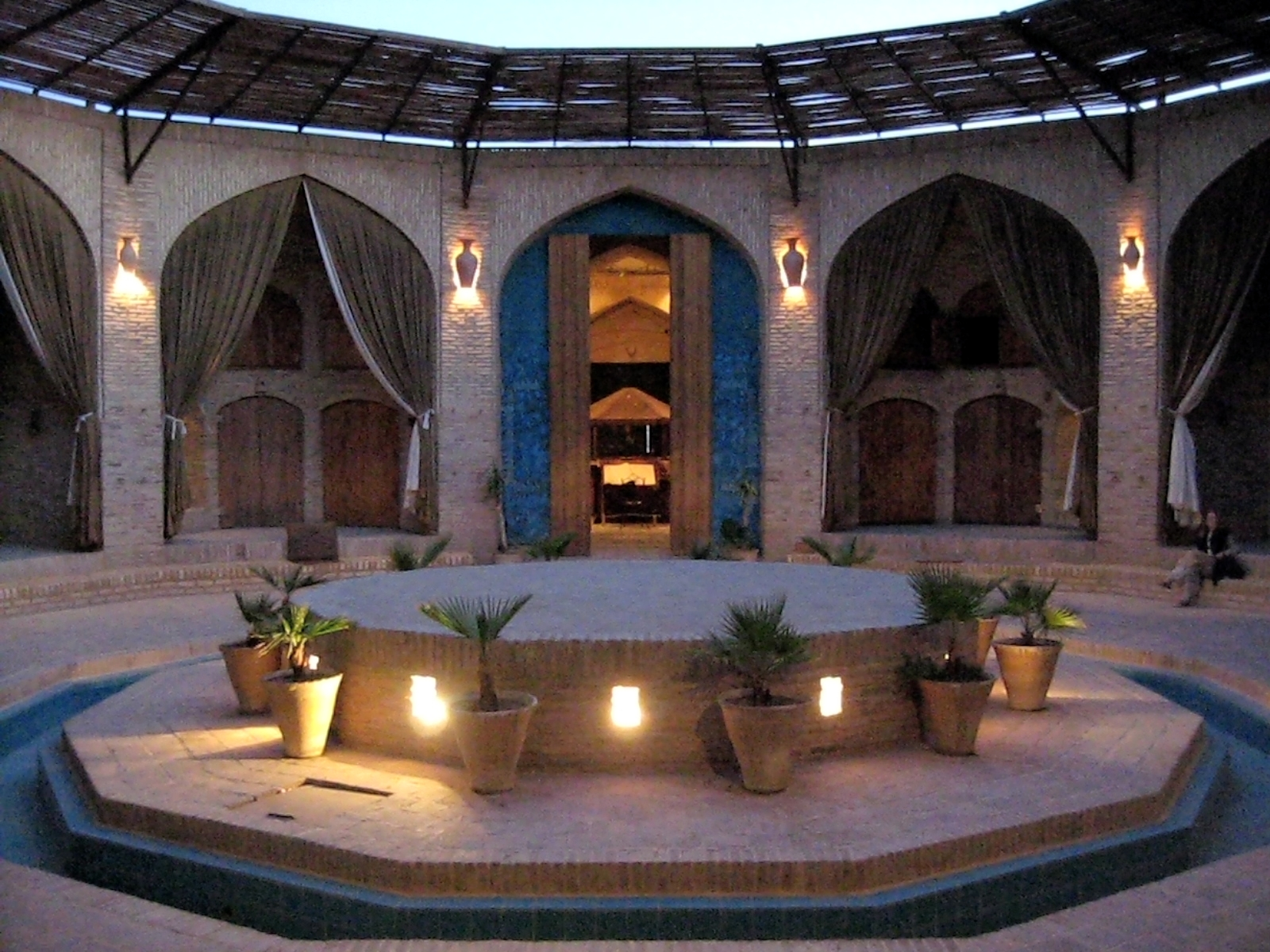
رباط زین الدین در استان یزد

رباط منحصراً به ساختمان‌های کنار راه و به ویژه بیرون از شهر و آبادی گفته می‌شود. رباط علاوه بر حوض و آب‌انبار دارای اتاق‌های متعددی است که گرداگرد حیاطی را فرا گرفته و مسافران می‌توانند یک یا چند شب را در آن بیاسایند.